# Bravaden i Köpenick
Bravaden i Köpenick (engelska: I Was a Criminal) är en amerikansk film inspelad 1941, med premiär 1945 eller 1946 i regi av Richard Oswald. Filmens huvudroll görs av den tyske skådespelaren Albert Bassermann som vid tillfället levde i exil i USA av politiska skäl. Den är en av många filmatiseringar om Kuppen i Köpenick. Wilhelm Voigt, en skomakare, lyckades med bedriften att arrestera en borgmästare och polischef, samt konfiskera stadskassan i stadsdelen Köpenick i Berlin då han klätt ut sig till preussisk kapten. Oswald hade redan 1931 filmat samma historia i Tyskland med Max Adalbert i huvudrollen. Denna fick den svenska titeln Köpenick-Kaptenen.

## Rollista
- Albert Bassermann – skomakare Wilhelm Voight
- Mary Brian – Frau Obermueller
- Eric Blore – Obermueller
- Herman Bing – Kilian
- George Chandler – Kallenberg
- Luis Alberni – Fängelsevakt
- Wallis Clark – Friedrich Hoprecht
- Elsa Bassermann – Marie Hoprecht
- Claud Allister – Järnvägsanställd
- Bernard Gorcey – Järnvägsanställd
- Hobart Cavanaugh – Rosenkrantz
- Frank Orth – Knoll
- Sig Arno – Krakauer
- Russell Hicks – polischefen